# Arrows A18
Arrows A18 — гоночный автомобиль Формулы-1 разработанный под руководством Джона Барнарда для команды Danka Arrows Yamaha, выступавший в сезоне 1997 года.

## История

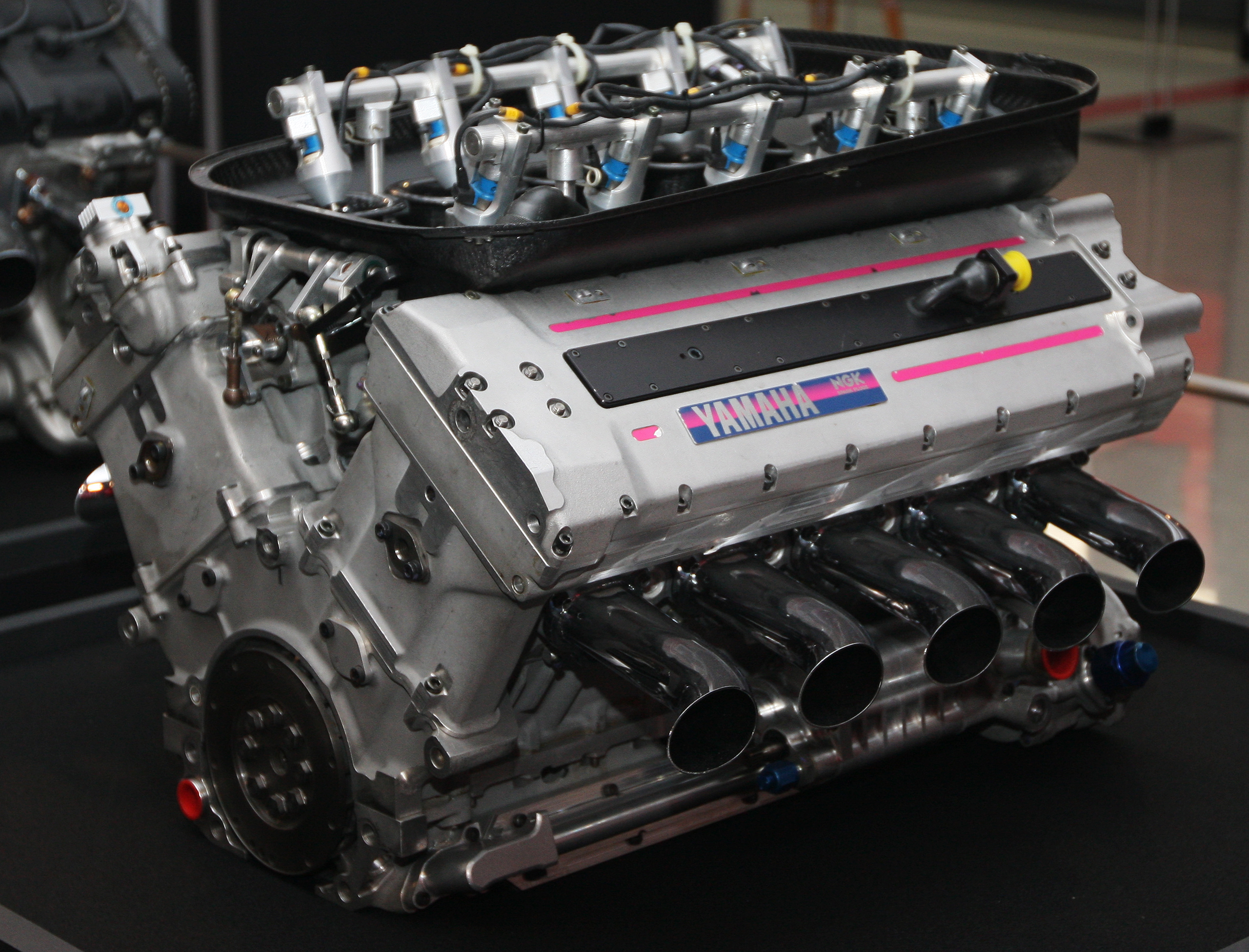
Двигатель Yamaha OX11, устанавливавшийся на шасси Arrows A18.

В команду Arrows перед началом сезона 1997 года перешёл из Williams Чемпион мира 1996 года британец Дэймон Хилл. Вторым пилотом стал бразилец Педру Паулу Динис. Благодаря свойствам покрышек Bridgestone Хиллу удалось завоевать единственный подиум команды на Гран-при Венгрии. В других гонках пилотам чаще всего приходилось прекратить борьбу из-за низкой надёжности техники.
В Кубке конструкторов команда заняла 8 место с 9 очками.

## Результаты в чемпионате мира Формулы-1
| Год  | Шасси      | Двигатель            | Шины | № | Пилоты | 1   | 2    | 3    | 4    | 5    | 6    | 7   | 8    | 9    | 10   | 11   | 12  | 13   | 14  | 15  | 16  | 17   | Место | Очки |
| ---- | ---------- | -------------------- | ---- | - | ------ | --- | ---- | ---- | ---- | ---- | ---- | --- | ---- | ---- | ---- | ---- | --- | ---- | --- | --- | --- | ---- | ----- | ---- |
| 1997 | Arrows A18 | Yamaha OX11C V10 3,0 | B    |   |        | АВС | БРА  | АРГ  | САН  | ИСП  | МОН  | КАН | ФРА  | ВЕЛ  | ГЕР  | ВЕН  | БЕЛ | ИТА  | АВТ | ЛЮК | ЯПО | ЕВР  | 8     | 9    |
| 1997 | Arrows A18 | Yamaha OX11C V10 3,0 | B    | 1 | Хилл   | НС  | 17   | Сход | Сход | Сход | Сход | 9   | 12   | 6    | 8    | 2    | 13  | Сход | 7   | 8   | 12  | Сход | 8     | 9    |
| 1997 | Arrows A18 | Yamaha OX11C V10 3,0 | B    | 2 | Динис  | 10  | Сход | Сход | Сход | Сход | Сход | 8   | Сход | Сход | Сход | Сход | 7   | Сход | 13  | 5   | 13  | Сход | 8     | 9    |

| Легенда к таблице |                                                                    |
| --- | ------------------------------------------------------------------ |
| В таблице перечислены результаты всех Гран-при Формулы-1, в которых использовался автомобиль. Строками таблицы являются сезоны, столбцами — этапы чемпионата мира. В каждой клетке указаны сокращённое название этапа и результат, дополнительно обозначенный цветом. Расшифровка обозначений и цветов представлена в нижеследующей таблице. |                                                                    |
| \| Пример \| Описание \| \| ------------ \| ------------------------------------------------------------------ \| \| 1 \| Победитель \| \| 2 \| Второе место \| \| 3 \| Третье место \| \| 5 \| Финишировал, заработав очки \| \| Сход \| Не финишировал, но при этом заработал очки \| \| 12 \| Финишировал, не получив очков \| \| НКЛ \| Финишировал, но не попал в финальную классификацию \| \| 15 \| Участвовал вне зачёта, либо по отдельной классификации \| \| 18 \| Не финишировал, но попал в финальную классификацию \| \| Сход \| Не финишировал \| \| НКВ \| Не прошёл квалификацию \| \| НПКВ \| Не прошёл предквалификацию \| \| ДСК \| Дисквалифицирован \| \| ИСК \| Исключён из протокола соревнований \| \| ТТ \| Заявлен для участия только в тренировках \| \| НС \| Участвовал в квалификации, но не стартовал в гонке \| \| Т \| Травмирован или болен \| \| ОТК \| Отказ от участия \| \| НТР \| Прибыл на соревнования, но на трассу не выезжал \| \| НПР \| Был заявлен в числе участников, но не прибыл к началу соревнований \| \| О \| Соревнования отменены \| \| \| Не участвовал \| \| Поул-позиция \| \| \| Быстрый круг \| \| |                                                                    |
| Пример | Описание                                                           |
| 1 | Победитель                                                         |
| 2 | Второе место                                                       |
| 3 | Третье место                                                       |
| 5 | Финишировал, заработав очки                                        |
| Сход | Не финишировал, но при этом заработал очки                         |
| 12 | Финишировал, не получив очков                                      |
| НКЛ | Финишировал, но не попал в финальную классификацию                 |
| 15 | Участвовал вне зачёта, либо по отдельной классификации             |
| 18 | Не финишировал, но попал в финальную классификацию                 |
| Сход | Не финишировал                                                     |
| НКВ | Не прошёл квалификацию                                             |
| НПКВ | Не прошёл предквалификацию                                         |
| ДСК | Дисквалифицирован                                                  |
| ИСК | Исключён из протокола соревнований                                 |
| ТТ | Заявлен для участия только в тренировках                           |
| НС | Участвовал в квалификации, но не стартовал в гонке                 |
| Т | Травмирован или болен                                              |
| ОТК | Отказ от участия                                                   |
| НТР | Прибыл на соревнования, но на трассу не выезжал                    |
| НПР | Был заявлен в числе участников, но не прибыл к началу соревнований |
| О | Соревнования отменены                                              |
| | Не участвовал                                                      |
| Поул-позиция |                                                                    |
| Быстрый круг |                                                                    |